# Camps de Bellavista Nova
Els Camps de Bellavista Nova és un grup de camps de conreu del terme municipal de Sant Martí de Centelles, a la comarca d'Osona, en territori del poble de Sant Miquel Sesperxes.
Es tracta d'uns camps de conreu situats al sud-est de la masia de Bellavista Nova, al límit del terme amb Sant Quirze Safaja. Són al sud de l'extrem occidental de la Serra de Puig-arnau i al sud-est de Puig Romaní, a la dreta del torrent del Mas Bosc.